# Žamberk
Žamberk (en allemand : Senftenberg in Böhmen) une ville du district d'Ústí nad Orlicí, dans la région de Pardubice, en Tchéquie. Sa population s'élevait à 5 917 habitants en 2024.

## Géographie
Žamberk se trouve dans la vallée de la rivière Divoká Orlice, à 14 km au nord-est d'Ústí nad Orlicí, à 50 km à l'est de Pardubice et à 145 km à l'est de Prague.
La commune est limitée par Kunvald au nord, par Líšnice à l'est, par Lukavice au sud, par Dlouhoňovice au sud-ouest et par Helvíkovice à l'ouest.

## Histoire
Fondée au XIIIe siècle, la plus ancienne trace écrite mentionnant Žamberk date de 1332.

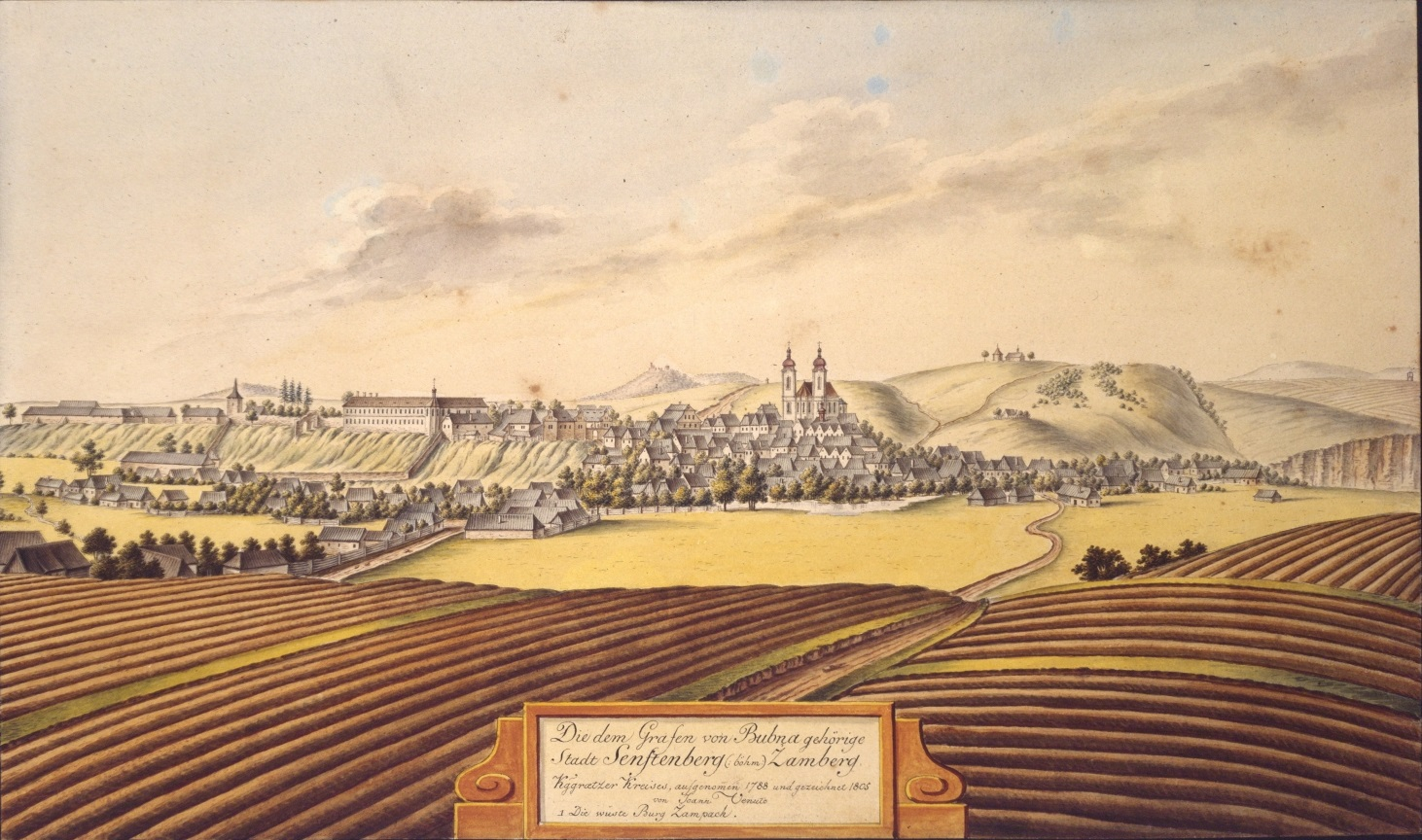
Žamberk en 1788, par Joann Venuto (1805).

Jusqu'en 1918, la ville de Žamberk - Senftenberg in Böhmen fait partie de l'empire d'Autriche, puis d'Autriche-Hongrie (Cisleithanie après le compromis de 1867), chef-lieu du district de même nom, l'un des 94 Bezirkshauptmannschaften en Bohême.

## Galerie

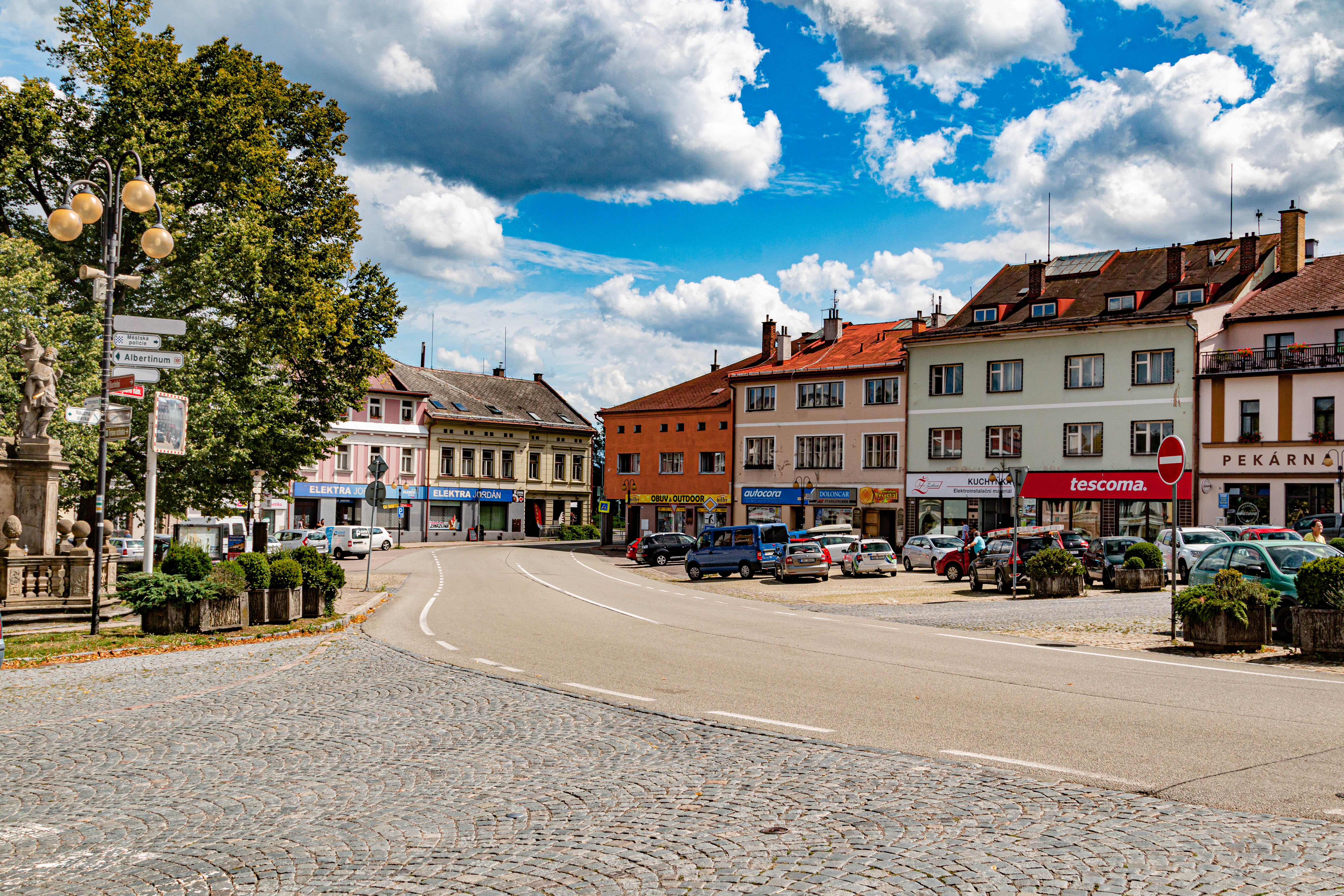
Place Masaryk.
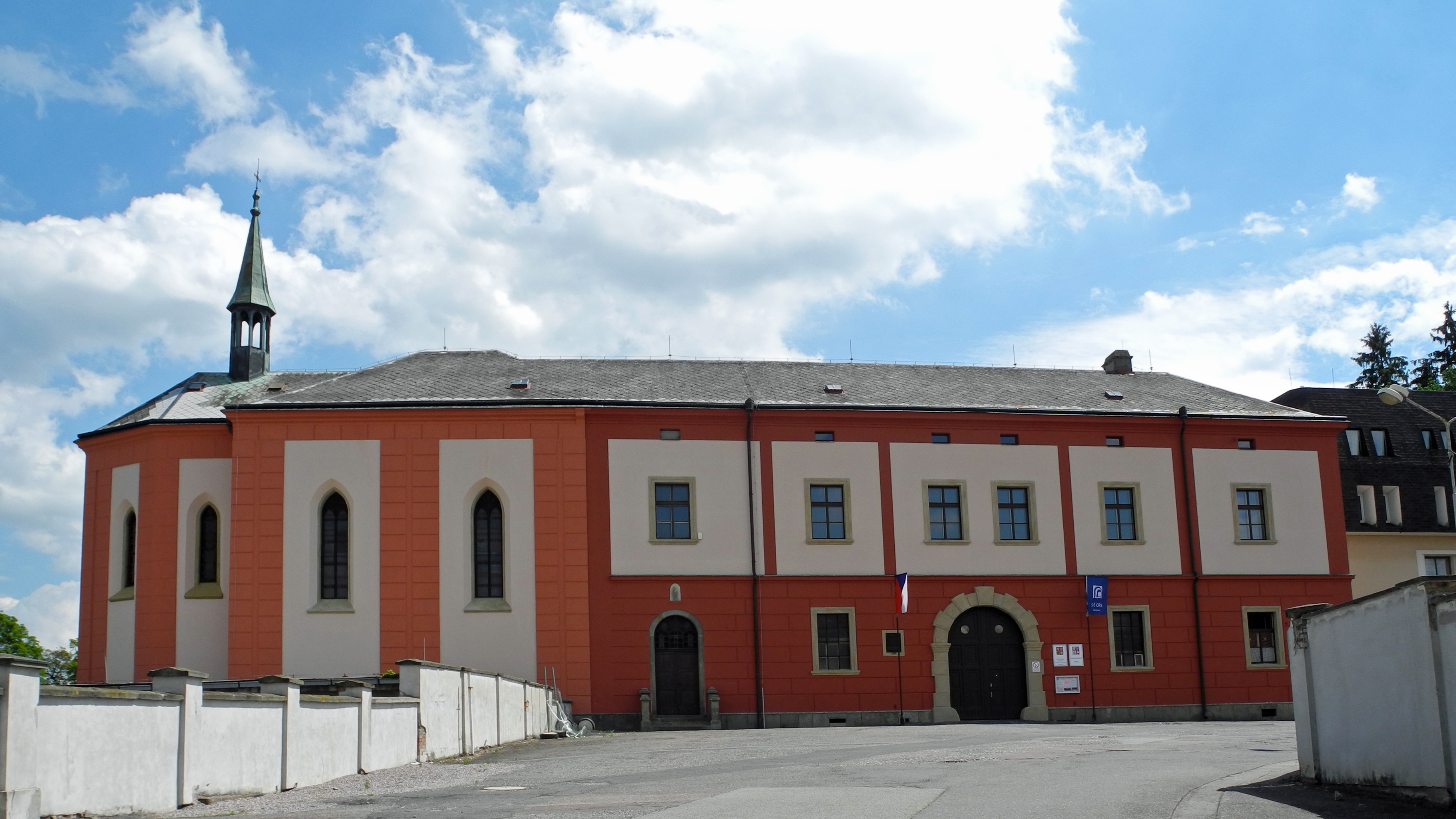
Château de Žamberk.

## Personnalités
- Václav Prokop Diviš (1698-1765), théologien, philosophe et scientifique né à Žamberk en 1698, aurait construit le premier instrument musical électrique. Il fut surnommé Denis d'Or.
- August Seydler (1849-1891), physicien, professeur à l'université Charles de Prague et fondateur de l'institut d'astronomie à l'université est né à Žamberk.

## Transports
Par la route, Žamberk se trouve à 9 km de Letohrad, à 18 km d'Ústí nad Orlicí, à 66 km de Pardubice et à 172 km de Prague.

## Villes jumelles
- Fresagrandinaria (Italie)
- Miharu (Japon)
- Nowa Sól (Pologne)
- Püttlingen (Allemagne)
- Rice Lake (États-Unis)
- Saint-Michel-sur-Orge (France)
- Senftenberg (Allemagne)
- Senftenberg (Autriche)
- Veszprém (Hongrie)